# الضبره السفلى (حبيل جبر)

تعديل مصدري - تعديل

الضبره السفلى هي إحدى قرى عزلة حبيل جبر بمديرية حبيل جبر التابعة لمحافظة لحج، بلغ تعداد سكانها 124 نسمة حسب تعداد اليمن لعام 2004.